# Municipio de Ulanów
El municipio de Ulanów es un municipio urbano-rural de Polonia, ubicado en el distrito de Nisko del voivodato de Subcarpacia. Su capital y única ciudad es Ulanów. En 2006 tenía una población de 8612 habitantes.
El municipio incluye, además de la ciudad de Ulanów, los pueblos de Bieliniec, Bieliny, Borki, Bukowina, Dąbrowica, Dąbrówka, Dyjaki, Glinianka, Huta Deręgowska, Koszary, Kurzyna Mała, Kurzyna Średnia, Kurzyna Wielka, Podbuk, Podosiczyna, Ryczki, Wólka Bielińska y Wólka Tanewska.
Limita con los municipios de Harasiuki, Jarocin, Krzeszów, Nisko, Pysznica y Rudnik nad Sanem. 